# Ключ 24
Ключ 24 (кит. иер. 十) со значением «десять», двадцать четвёртый по порядку из 214 традиционного списка иероглифических ключей, используемых при написании китайских иероглифов.

## История
Древняя идеограмма изображала стороны и направления: с севера на юг (вертикальная черта) и с востока на запад (горизонтальная черта), т. е. все стороны и направления или «десять» (в значении «много»).
В современном языке иероглиф употребляется в значениях: «десять, десятикратный, вдесятеро» и т. д., а также «много, все».
В качестве ключевого знака иероглиф малоупотребителен.
В словарях располагается под номером 24.

## Примеры
| Доп. черты | Примеры      |
| ---------- | ------------ |
| 0          | 十           |
| 1          | 卂千         |
| 2          | 𠥼㔹卅卆升午 |
| 3          | 半卌卉       |
| 4          | 㔺㔻卋卍卐𠦄 |
| 6          | 𠦝卑卒卓協单 |
| 7          | 南単         |
| 8          | 𠦩           |
| 9          | 𠦯卙         |
| 10         | 𠦳博         |
| 11         | 𠦹𠦺𠦻㔼     |
| 12         | 𠦿           |
| 15         | 𠧆           |
| 16         | 𠧌𠧍         |
| 19         | 卛           |